# يكة عالية
يكة شاحبة (الاسم العلمي:Yucca pallida) هي نوع من النباتات تتبع جنس اليكة من الفصيلة الهليونية.

## الموئل والانتشار
موطنه جنوب غرب أمريكا الشمالية من صحراء سونورا وصحراء شيواوا (غرب تكساس وأريزونا ونيومكسيكو) في الولايات المتحدة وشمال المكسيك.

## الوصف النباتي
النبات معمر ومستديم الخضرة، ارتفاعه من متر إلى حوالي خمسة أمتار.

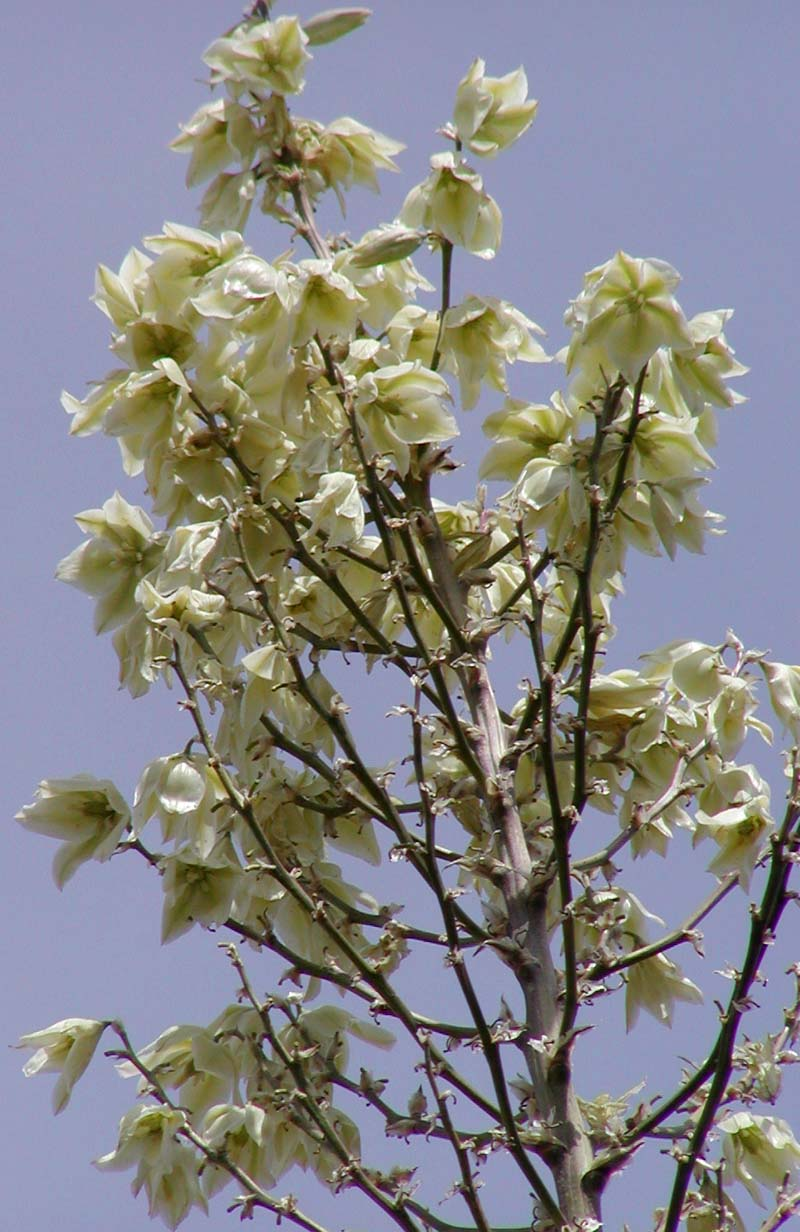
أزهار اليوكا العالية